# Pseudoderopeltis unicolor
Pseudoderopeltis unicolor är en kackerlacksart som beskrevs av Lucien Chopard 1945. Pseudoderopeltis unicolor ingår i släktet Pseudoderopeltis och familjen storkackerlackor. Inga underarter finns listade i Catalogue of Life.